# Moisés Poblete Troncoso
Moisés Poblete Troncoso (Chillán, 1893-Santiago, 10 de agosto de 1972) fue un abogado, académico y político chileno, que se desempeñó como ministro de Higiene, Asistencia y Previsión Social de su país, durante las Juntas de Gobierno presididas por Pedro Pablo Dartnell y Emilio Bello Codesido en enero de 1925.

## Biografía
Nació en la comuna chilena de Chillán en 1893, ciudad en la cual realizó sus estudios primarios y secundarios en el Liceo de Hombres de Chillán. Posteriormente, sus estudios superiores fueron en la Facultad de Derecho de la Universidad de Chile, titulándose como abogado en 1916.
Con veintisiete años, en 1920 fue encargado por el presidente liberal Arturo Alessandri para redactar el proyecto de Código del Trabajo y de la Previsión Social, el cual contemplaba la ley de contrato de trabajo, los juzgados e inspección del trabajo, la ley de sindicalización, entre otros. Finalmente, dicho proyecto se materializó al ser promulgado en 1931.
En el marco de la Junta de Gobierno presidida por el general Luis Altamirano Talavera, el 29 de septiembre de 1924, fue nombrado por este como titular de la Dirección del Trabajo, siendo el primero en asumir el cargo de la recién creada entidad, gestada durante las postrimerías de la administración de Alessandri. Luego, el 17 de octubre del mismo año, fue nombrado como subsecretario de otra recién creada repartición gubernamental, el Ministerio de Higiene, Asistencia y Previsión Social. Mantuvo ese puesto en la siguiente Junta de Gobierno, presidida por el general Pedro Pablo Dartnell, hasta el 23 de enero de 1925, fecha en que pasó a ejercer como ministro de dicha cartera, en calidad de interno; dejando esa función el 29 de enero del mismo año, con Emilio Bello Codesido al mando de otra Junta de Gobierno.
Posteriormente, se incorporó al ámbito académico, desempeñándose en diversos cargos en la Facultad de Derecho de la Universidad de Chile; entre los cuales estuvieron el de director del Seminario de Ciencias Económicas y Sociales de la Escuela de Derecho de Santiago; profesor de derecho social y de técnica de investigación social en la Escuela de Servicio Social, y de relaciones y organismos internacionales en la Escuela de Ciencias Políticas y Administrativas.
Por otra parte, entre 1927 y 1940, fungió como jefe del grupo latinoamericano de la Organización Internacional del Trabajo (OIT) en Ginebra, Suiza. En ese organismo de la entonces Sociedad de las Naciones, le correspondió servir como delegado a la conferencia de Organización Científica del Trabajo realizada en Roma, Italia en 1929, así como también, delegado a la Organización Internacional de Inmigración realizada en La Habana, Cuba. También, fue comisionado para estudiar las condiciones de vida y trabajo de los pueblos indígenas en Perú, y tuvo que organizar la 1.° Conferencia Regional de los Estados Americanos miembros de la OIT, realizada en Santiago de Chile en 1936. Más adelante, fue corresponsal de la OIT en Chile.
De la misma manera, asumió como presidente del Comité Mundial de las Naciones Unidas de Expertos sobre la Esclavitud, y luego fue invitado por el gobierno de los Estados Unidos como experto en derecho social para la Biblioteca del Congreso ubicada en Washington D. C.. También, en 1960 fue invitado por la Academia Interamericana de Derecho Internacional con el objetivo de participar en su reunión anual y dictar conferencias. Años más tarde, fue enviado por el Banco Interamericano de Desarrollo (BID) con el fin de estudiar el desarrollo social en los sectores rurales de países como Venezuela, Colombia y Ecuador.
Entre 1951 y 1952, con ocasión del último año de gobierno del presidente Gabriel González Videla, ejerció como vicepresidente ejecutivo del Seguro Social de Chile.
Entre otras actividades, fue miembro del Société Economie Politique de París (Francia), de la American Academy of Political and Social Science (Estados Unidos), del Instituto Internacional de Sociología de Oslo, de la Sociedad Internacional de Derecho Social. Asimismo, fue miembro correspondiente de los institutos de Derecho del Trabajo de Santa Fe, Córdoba (Argentina) y de La Habana (Cuba), y del Instituto Mexicano de Derecho Social. No militó en ningún partido político pero fue cercano al Partido Radical (PR), y fue miembro de la masonería. Falleció en Santiago de Chile 10 de agosto de 1972.

## Obras escritas
Fue autor de las siguientes obras:
- Regimen parlamentario (1920).[3]
- Museos sociales (1921).[3]
- Organismos técnicos de la política social (1924)[3]
- Instituciones de previsión social en Europa (1926)[3]
- El problema de la producción agrícola y la política agraria nacional (1927).[3]
- Condiciones de vida y de trabajo de la población indígena de Perú (1928).[3]
- Legislación social en América Latina (1929).[4]
- La inspección del trabajo en América Latina (1933)
- Ensayo de bibliografía social en América Latina (1936).[4]
- Problemas sociales y económicos de la América Latina (1936).[4]
- Algunas demostraciones del espíritu de cooperación social en América Latina (1941)
- El estándar de vida de las poblaciones de América Latina (1942).[4]
- Evolución del derecho social en América (1942).[4]
- La Conferencia Internacional del Trabajo en Nueva York (1942).[3]
- El movimiento obrero de la América Latina (1945).[4]
- El movimiento de asociación profesional obrera en Chile (1945).[3]
- Derecho del trabajo y la seguridad social en Chile (1949).[4]
- La comunidad internacional contemporánea: relaciones y organizaciones internacionales (1959).[4]
- La reforma agraria en América Latina (1961).